# Ziyang

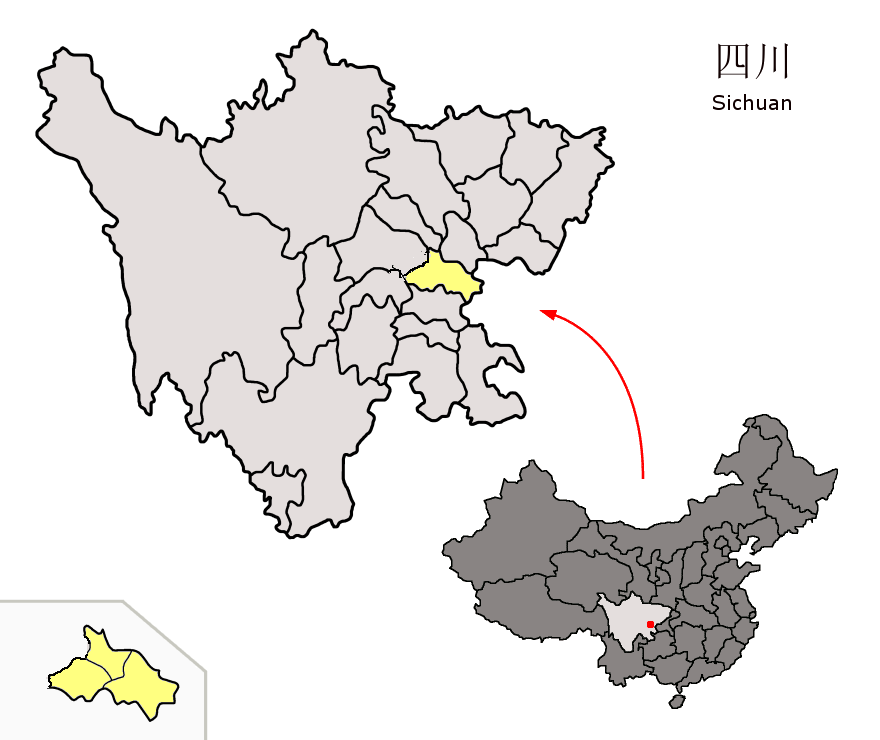
Lage Ziyangs

Ziyang (chinesisch 资阳市, Pinyin Zīyáng Shì) ist eine Stadt der chinesischen Provinz Sichuan. Ziyang hat eine Fläche von 5.748 km² und 2.308.631 Einwohner (Stand: Zensus 2020). In dem eigentlichen städtischen Siedlungsgebiet von Ziyang leben 462.287 Menschen (Stand: Zensus 2020).

## Administrative Gliederung
Die bezirksfreie Stadt Ziyang setzt sich auf Kreisebene aus einem Stadtbezirk und zwei Kreisen zusammen. Diese sind (Stand: Zensus 2020): 
- Stadtbezirk Yanjiang – 雁江区 Yànjiāng Qū, 1.634 km², 867.119 Einwohner;
- Kreis Lezhi – 乐至县 Lèzhì Xiàn, 1.424 km², 490.573 Einwohner;
- Kreis Anyue – 安岳县 Ānyuè Xiàn, 2.644 km², 950.939 Einwohner.

## Persönlichkeiten
- Wang Jing (* 1975), Unternehmerin und Bergsteigerin